# Hojovice
Hojovice (en allemand : Hojowitz) est une commune du district de Pelhřimov, dans la région de Vysočina, en République tchèque. Sa population s'élevait à 74 habitants en 2020.

## Géographie
Hojovice se trouve à 11,5 km à l'ouest-nord-ouest de Kamenice nad Lipou, à 25 km au sud-ouest de Pelhřimov, à 49 km à l'ouest-sud-ouest de Jihlava à 92 km au sud-sud-est de Prague.
La commune est limitée par Černovice au nord-est et à l'est, par Mnich au sud-est, par Bořetín au sud, par Psárov au sud-ouest, par Mlýny et Vlčeves au nord-ouest.

## Histoire
La première mention écrite de la localité date de 1318.

## Transports
Hojovice se trouve à 20 km de Kamenice nad Lipou, à 29,5 km de Pelhřimov, à 31 km de Jihlava à 119 km de Prague.